# Enevold Sørensen
Enevold Frederik Adolf Sørensen (født 21. september 1850 i Karrebæksminde, død 1. februar 1920 i København) var bladredaktør, politiker og minister. Han blev født i Karrebæksminde, og var søn af skibsfører Ernst Adolf Sørensen (22. november 1822 – 10. februar 1890) og Frederikke f. Clausen (f. 31. august 1830).
Han blev opdraget hos sin morfar, der var skolelærer i byen, og førtes derpå ind på at forberede sig til lærergerningen, medens alle hans brødre blev sømænd. Han studerede på Blaagaard Seminarium 1866-1869, tog skolelærereksamen 1869 og var i et par år huslærer. I marts 1872 blev han redaktør af Venstre-bladet Kolding Folkeblad, som Christen Berg havde stiftet i december 1871, og var i over 29 år dets leder, mens han desuden indtil 1899 forestod udgivelsen af den række blade, som Berg efterhånden stiftede i det vestlige Jylland. Han lagde som redaktør mere vægt på at give gode oversigter over dagens tildragelser end på at drive egentlig agitation, skyede brugen af store ord og var snarere ironisk end patetisk i sine udtalelser. Han arbejdede bladet op til et stort og udbredt blad og styrkede derved Venstres stilling i byen og omegnen. Hans virksomhed påskønnedes også derved, at han 1894 blev formand i "Venstrebladenes Forening".
I 1882 valgtes han ind i byrådet og kastede sig fortrinsvis over de offentlige arbejder. Ved sin indsigt og sit fremsyn vandt han stor indflydelse. Siden 1885 var han desuden medlem af amtsskolerådet. I 1887 valgtes han til folketingsmand for Vejle Amts 6. kreds, genvalgtes i 1890, men faldt igennem 1892. Han tog ikke megen del i forhandlingerne, men viste altid en selvstændig holdning og var bl.a. medlem af udvalgene om kommunal valgret og hemmelig afstemning samt om søloven. Under forhandlingerne om lønningsloven for de lærde skoler krævede han en skolereform som vilkår for lønningsforhøjelsen og tillige adgang for kvinder både som lærlinge og lærerinder. I 1898 valgtes han på ny til Folketinget for Koldingkredsen, og blev straks medlem af Finansudvalget (der tillige drøftede skattereformerne) og af udvalget om arbejdet i fabrikkerne. Endelig blev han i juli 1901 indenrigsminister og opgav da både sin stilling som redaktør og sine kommunale hverv. 
Enevold Sørensen ægtede 27. maj 1882 Isca Clausen (f. 10. oktober 1852), datter af købmand N.P. Clausen i Helsingør.

## Politisk karriere
- medlem af Folketinget for

Vejle Amts 6. kreds (28. januar 1887 – 20. april 1892)
Vejle Amts 2. kreds (5. april 1898 – 20. maj 1910)
- kongevalgt medlem af Landstinget

14. oktober 1910 – 15. marts 1918
- Indenrigsminister (24. juli 1901 – 14. januar 1905)

Regeringen Deuntzer
- Minister for Kirke- og Undervisningsvæsenet (14. januar 1905 – 28. oktober 1909) Kultusminister

Regeringen Christensen I
Regeringen Christensen II
Regeringen Neergaard I
Regeringen Holstein-Ledreborg